# Olteni, Constanța
Olteni este un sat în comuna Independența din județul Constanța, Dobrogea, România. În trecut s-a numit Demircea (în turcă Demirci). La recensământul din 2002 avea o populație de 483 locuitori.